# Hans-Peter Folz
Hans-Peter Folz (* 16. Juli 1963 in Saarbrücken) ist ein deutscher Rechtswissenschaftler und Hochschullehrer an der Universität Graz.

## Leben
Hans-Peter Folz wurde 1963 als Sohn von Hans-Ernst Folz in Saarbrücken geboren. Nach der Berufung seines Vaters auf einen Lehrstuhl an der Universität Linz legte Folz 1981 in Wien die Matura ab. Ab 1982 studierte er Rechtswissenschaften an den Universitäten Wien, Marburg, Genf und München. 1989 legte er in München sein Erstes Juristisches Staatsexamen ab. Das anschließende Referendariat im Bezirk des Oberlandesgerichts München beendete Folz 1992 mit dem zweiten Staatsexamen. Anschließend arbeitete Folz als wissenschaftlicher Mitarbeiter von Christoph Vedder an der Universität Bielefeld und gleichzeitig als Lehrbeauftragter für Europarecht an der Fachhochschule für öffentliche Verwaltung Nordrhein-Westfalen. 1996 wechselte er mit Vedder an die Universität Augsburg, wo Folz 1997 mit summa cum laude zum Di. iur. promovierte. Diese Arbeit wurde mit dem Dissertationspreis der Westfälisch-Lippischen Universitätsgesellschaft ausgezeichnet. Anschließend wurde er Vedders wissenschaftlicher Assistent in Augsburg. Dort vollendete Folz 2004 mit der bislang unveröffentlichten Schrift Menschenrechte und Staateninteressen in friedensvertraglichen Regelungen - Eine Studie zur völkerrechtlichen Verfügungsbefugnis von Staaten über Rechtsgüter ihrer Angehörigen sein Habilitationsverfahren und erhielt die Venia legendi für Völkerrecht und Europarecht.
Es folgten ab 2005 Lehrstuhlvertretungen an der Universität der Bundeswehr München und den Universitäten Augsburg, Bochum, Göttingen, Wuppertal und München. 2011 wurde Folz zum Associate Professor für Europarecht an der School of Law der Seoul National University ernannt. Seit dem Wintersemester 2012/13 hat er eine ordentliche Professor am Institut für Europarecht der Universität Graz inne.

## Werke (Auswahl)
- Demokratie und Integration: Der Konflikt zwischen Bundesverfassungsgericht und Europäischem Gerichtshof über die Kontrolle der Gemeinschaftskompetenzen - Zum Spannungsverhältnis zwischen demokratischer Legitimation und Autonomie supranationaler Rechtsordnung. Springer, Heidelberg 1999, ISBN 978-3-642-58584-5 (Dissertation).
- mit Bruno Simma: Restitution und Entschädigung im Völkerrecht, Die Verpflichtungen der Republik Österreich nach 1945 im Lichte ihrer außenpolitischen Praxis. R. Oldenbourg, München 2004, ISBN 978-3-486-56691-8.
- mit Waldemar Hummer und Stefan Lorenzmeier: Europarecht in Fällen - Die Rechtsprechung des EuGH, des EuG und deutscher und österreichischer Gerichte. 6. Auflage. Nomos, Baden-Baden 2016, ISBN 978-3-8487-1406-3.